# Ulay
Ulay (rojen kot Frank Uwe Laysiepen), nemški umetnik; * 30. november 1943, Solingen, Nemčija, † 2. marec 2020, Ljubljana, Slovenija. 
Deloval je v Amsterdamu na Nizozemskem ter v Ljubljani, kjer je umrl v starosti 76 let. Nekaj let je bil v zvezi z Marino Abramović.

## Galerija
- Z Marino Abramović.
- Instalacija na Nizozemskem.